# Myosciurus pumilio
Myosciurus pumilio је глодар из породице веверица (лат. Sciuridae). 

## Распрострањење
Врста је присутна у Габону, Екваторијалној Гвинеји, Камеруну и Републици Конго.

## Станиште
Врста Myosciurus pumilio има станиште на копну.

## Угроженост
Ова врста није угрожена, и наведена је као последња брига јер има широко распрострањење.

### Популациони тренд
Популациони тренд је за ову врсту непознат.